# Jack Paradise (Les nuits de Montréal)
Pour plus de détails, voir Fiche technique et Distribution.
Jack Paradise (Les nuits de Montréal) est un film québécois réalisé par Gilles Noël et sorti en 2004.

## Synopsis
À travers l'histoire de Jack Paradise, talentueux pianiste de jazz, on pénètre dans le milieu des cabarets montréalais des années 1950. C'est à force de travail et de détermination que ce petit "Frenchie" du Quartier Saint-Henri s'impose dans le milieu des musiciens noirs anglophones, fort nombreux à Montréal à cette époque.

## Fiche technique
- Réalisation : Gilles Noël
- Production : Nanouk Films - Verseau International
- Scénario : Gilles Noël (selon une idée originale de Richard Langlois)

## Distribution
- Roy Dupuis : Jack Paradise
- Marc Beaupré : Willy
- Tyrone Benskin : Winston White
- Dorothée Berryman : Tante Jeanne
- Roxan Bourdelais : Jack enfant
- Philippe Charbonneau : Louis - 16 y.o.
- Fabienne Colas : Femme noire #2
- Benoît Dagenais : Janvier Paradis
- Larry Day : Commerçant
- Gardy Fury : Babe
- Jayne Heitmeyer : Sinead
- Gregory Hlady : Gino O'Connor
- Marie-France Lambert : Sandra
- Lydia Moore : Femme noire #5
- Geneviève Rioux : Gisèle
- Hugo St-Cyr  : Dan Langlais
- Dawn Tyler Watson : Curly Brown